# Langues ninziques
Les langues ninziques (anciennement « langues du plateau nigérian IV ») sont une branche de la famille de langues bénoué-congolaises. C'est un groupé créé récemment, qui a été baptisé de la sorte à cause des nombreuses langues dont le nom commence par « nin » qui en font partie.

## Classification
Roger Blench (en) écrit que ce groupe est certainement le plus difficile à définir à cause des données peu fiables sur certains de ses membres et que sa composition a changé de manière significative entre les publications qui se sont succédé.
Il répertorie les langues suivantes (les synonymes sont entre parenthèses) :
- Ayu (en) [appartenance incertaine] ;
- Bu-ninkada ;
- Ce (en) (rukuba) ;
- Gbantu (en) ;
- Gbətsu (en) ;
- Kanufi (en) (anib) ;
- Kwanka-BoiBijim-Legeri (en) ;
- Mada ;
- Ninka (en) ;
- Nindem (en) ;
- Ninkyop (en) (kaningkom) ;
- Ninzo (en) (ninzam) ;
- Nkɔ (en) ;
- Nungu.

Glottolog donne une liste légèrement différent (les dialectes sont entre parenthèses) :
- Ayu (en) ;
- Bu (ninkada, bu nucléaire) ;
- Che (en) ;
- Groupe kanufi-ninkyob-angan ;
  - Kaningdon-nindem (en) (kaningdom, nindem) ;
  - Kanufi (en) ;
- Mada (akwanga, ancho, anjagwa, buhar, gbugyar, ningo, nunku, rija, shugbu, ungwar zaria) ;
- Ninzo (en)  ;
- Numana (en) (gbantu, janda, ningye, numbu) ;
- Nungu (gudi, rindre).

Ethnologue a, quant a lui, utilisé cette classification dans sa 15e édition, sortie en 2005. Les langues suivantes étaient alors classées dans cette famille :
- Bu ;
- Kamantan (en) ;
- Kanufi (en) ;
- Mada ;
- Ninzo (en)  ;
- Nungu.

Dans les éditions suivantes, il est revenu à l'ancienne classification.